# 馮魴
馮 魴（ふう ほう、紀元前1年 - 85年）は、中国の後漢時代初期の政治家。字は孝孫。荊州南陽郡湖陽県の人。魏王室の支流とされ、故地の馮城に因んで姓とし、秦が魏を滅ぼすに及んで湖陽に移り、郡の族姓となった。

## 事跡
| 姓名           | 馮魴 |
| 時代           | 後漢時代 |
| 生没年         | 紀元前1年 - 85年（元和2年）                                                                                                  |
| 字・別号       | 孝孫（字） |
| 本貫・出身地等 | 荊州南陽郡湖陽県 |
| 職官           | 虞県令〔後漢〕→郟県令〔後漢〕 →魏郡太守〔後漢〕→太僕〔後漢〕 →行衛尉事〔後漢〕→司空〔後漢〕 →行衛尉事〔後漢〕→執金吾〔後漢〕 |
| 爵位・号等     | 関内侯〔後漢〕→楊邑郷侯〔後漢〕 →列侯〔後漢〕 五更〔後漢〕                                                                   |
| 陣営・所属等   | 後漢 |
| 家族・一族     | 父：馮楊 |

### 在野の人材として
王莽末の反乱に際し、賓客を集めて塹壕を作った。この時湖陽の大姓の虞都尉というものがそむいて軍をなし、同県の申屠季が仇であるとしてその兄を殺し、その一族を滅ぼそうとした。申屠季は馮魴の元に亡命し、馮魴は彼を屋敷に帰らせてやりたいと思った。
道中、虞都尉の従兄弟の長卿が申屠季を得ようとやって来た。馮魴は長卿を叱って「私と季は無関係であったが、士が窮して帰ろうとするのであれば、決死をもってこれに任せることになる、卿は何のために言おうというのだ？」といい、ついにはともに帰ることに成功した。
申屠季は感謝して「御恩によって身を守り切ることができた。死なずに済んだ事にどうやって報いよう。持っている牛馬財物、全て君に献じよう」といったが、馮魴は色をなして「私の老親、弱弟はみな賊の城中にある。今日は助け合った、それ以上の話ではない。なぜ財物のことなどいうのだ」といった。申屠季は恥じ入ってもう言わなくなった。馮魴はこれによって同県のものたちの敬信を受け、塹壕に拠り固く守った。

### 潁川反乱
建武3年（27年）、天下未だ定まらず、四方の士の中に詐称して兵を擁するものが甚だ多かった。馮魴はただ自守するだけであったが、方策を持っていた。光武帝はこれを聞いて素晴らしいと思い、徴召して洛陽城に呼び寄せ、雲台にてまみえ、馮魴は虞県令を拝命した。政を為すにあえて殺伐し、威信をもってすると称した。
郟県の令に移った。光武帝が隗囂を西征しているとき、潁川郡で群盗が崛起し、郟の賊は延褒ら3000人あまりで県庁舎を攻囲した。馮魴は吏士70人あまりで連日力戦するも、矢は尽き城は落ち、馮魴は逃げ延びた。光武帝は郡国で反乱があると知ると飛んで帰り、すぐさま潁川へと向かい、馮魴は帝のもとを詣でた。光武帝が戦闘を確認していると、馮魴の力戦を知り、これを称賛して「なんと勇ましき県令であろうか、討伐すべきところ、州郡にこだわるな」といった。
延褒らは光武帝が到着したことを知ると、自ら剃髪し、腰斬の刑に使う板を背負って降伏し、罪を乞うた。光武帝はこれを許し、馮魴に集落を降伏させ、県中を平定し、詔して延褒らを使って悉くこれに誅罰を加えようとした。馮魴は軍法をもって延褒を責めようとしたが、延褒らは叩頭し「今日誅殺されても恨むところはありません」と述べた。馮魴は「君たちは過ちを悔やんで罪に伏すことを知っている。今一切をあい許そう。そのかわり農家や養蚕の道に帰り、役所の耳目になってくれ」といい、延褒らは皆寛大な措置に万歳を叫んだ。この時から盗賊が出るごとに、延褒らが通報するところとなり、あえて動こうとするものはいなくなって、県は静かになった。

### 統一後の年譜
建武13年（37年）、魏郡太守に移った。
建武27年（51年）、成績が優秀である事によって趙憙に代わって太僕となった。
建武中元元年（56年）、泰山封禅に従って行衛尉事となり、帰ってきて張純の代わりに司空となった。関内侯を賜った。
建武中元2年（57年）、光武帝の崩御にともなって原陵(光武帝の陵墓)を作り、その功によって楊邑郷侯、350戸を食んだ。
永平4年（61年）、隴西太守鄧融の汚職に連座して策免され爵土が削られた。
永平6年（63年）、明帝が魯に行幸し、行衛尉事に復帰した。
永平7年（64年）、陰嵩に代わって執金吾となった。
永平14年（71年）、詔して爵土が戻された。玉玦を賜った。
永平15年（72年）、明帝が郡国を巡幸する際、洛陽に留め置かれて南宮を宿衛した。
建初3年（78年）、老病の身であることを理由に辞職を願い、章帝はこれを許した。冬、「五更」の号を得て、朝賀で詔をうけ列侯となった。
元和2年（85年）、86歳で卒した。

## 評価
馮魴は謹厳公正、位にあると数多の忠言直諫をし、その多くが納れられたという。